# استوریو
استوریو یک اپلیکیشن در سبک گرافیکی است. این اپلیکیشن در تاریخ ۸ آذر سال ۱۴۰۳ منتشر شد.

## ویژگی‌ها
این نرم‌افزار شامل قابلیت‌هایی همچون انتخاب از میان فونت‌های مختلف، پس‌زمینه‌های متنوع، برچسب‌ها و استیکرهای گرافیکی است. همچنین، کاربران می‌توانند از قالب‌های آماده برای طراحی سریع و هماهنگ استوری‌ها استفاده کنند.
استوریو با تمرکز بر طراحی بصری، امکان تولید محتوای خلاقانه را برای شبکه‌های اجتماعی فراهم می‌کند.